# Leenbetekenis
Een leenbetekenis of betekenisontlening is een woord waarvan een andere (tweede) betekenis is ontleend aan een andere taal.
Het betreft een bestaand woord, waarvan het (vertaalde) woord in een andere taal nog een andere, afwijkende betekenis heeft. Deze andere betekenis wordt uit de andere taal overgenomen.
Een voorbeeld van zo'n leenbetekenis in het Nederlands is de typografische term weduwe. Van oorsprong staat dit voor een vrouw van wie de huwelijkspartner is overleden. In het Engels betekent het woord widow ook: één regel (de laatste) van een alinea dat bij drukwerk op de volgende bladzijde is afgedrukt. Het oorspronkelijke woord hiervoor is hoerenjong, maar tegenwoordig wordt hiervoor het woord weduwe gebruikt.
Een leenbetekenis hoeft, evenals een leenwoord, niet algemeen geaccepteerd te zijn. Zo wordt het woord globaal (betekenis niet nauwkeurig) in navolging van het Engelse global ook gebruikt in de betekenis de gehele wereld betreffend. Dit laatste gebruik wordt door sommige mensen afgekeurd.